# 탕건

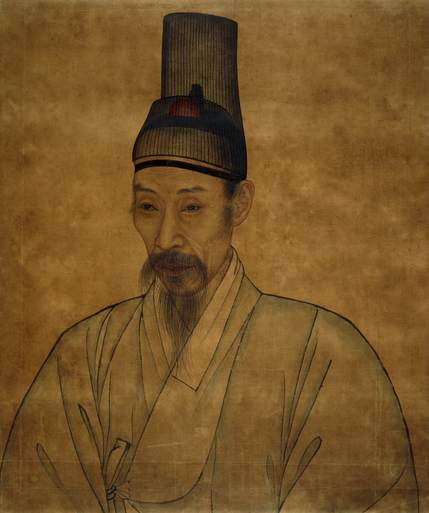
조선왕조의 유교 학자가 쓴 탕건

탕건(唐巾)은 남자가 갓 밑에 씌우는 한국 전통 쓰개의 일종이다. 일반적으로 염색된 말총이나 소털로 만들어진다. 탕건을 전문적으로 만드는 장인을 탕건장이라고 한다.

## 사진

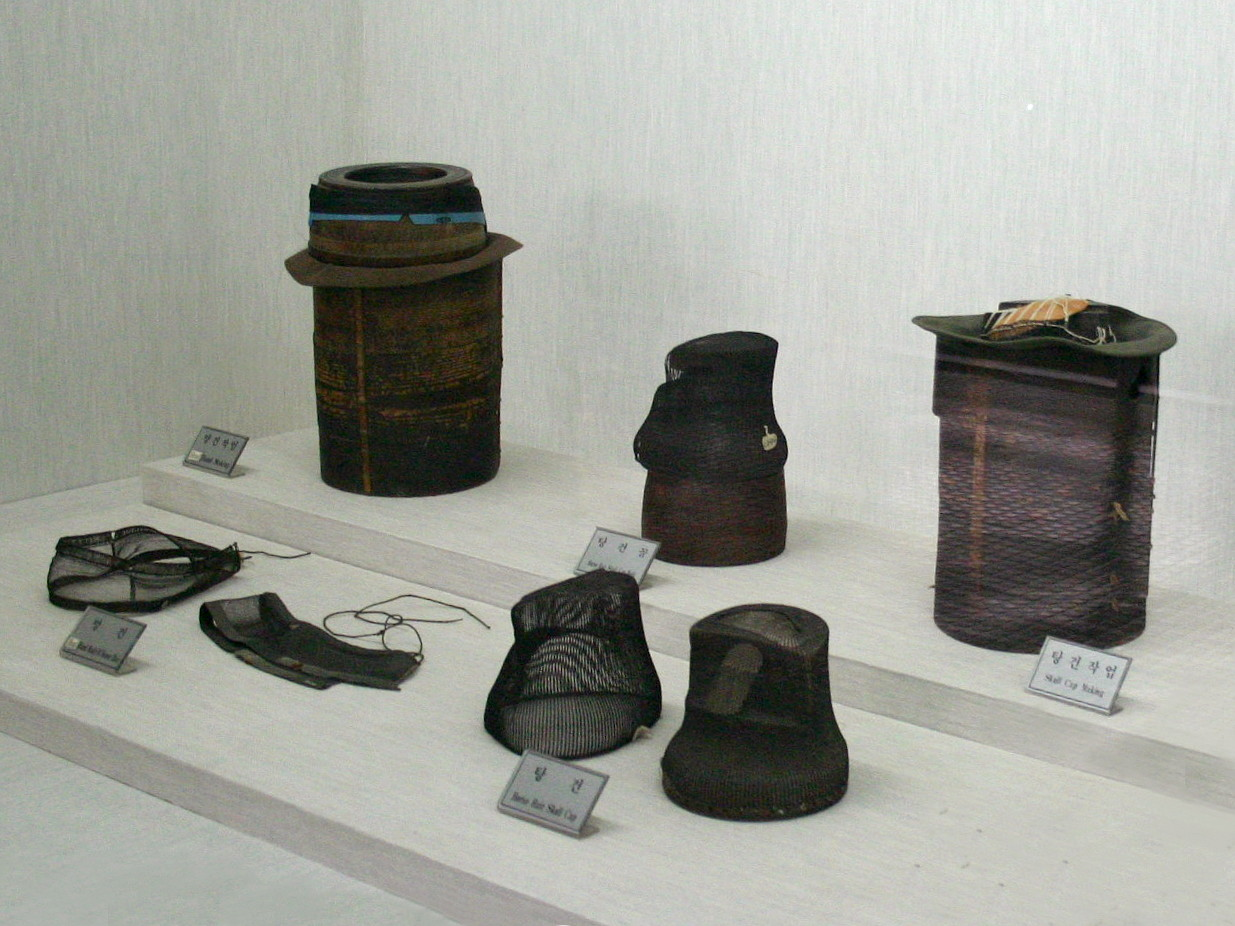
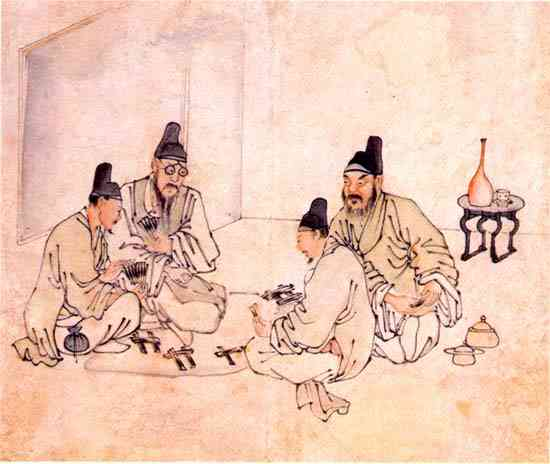
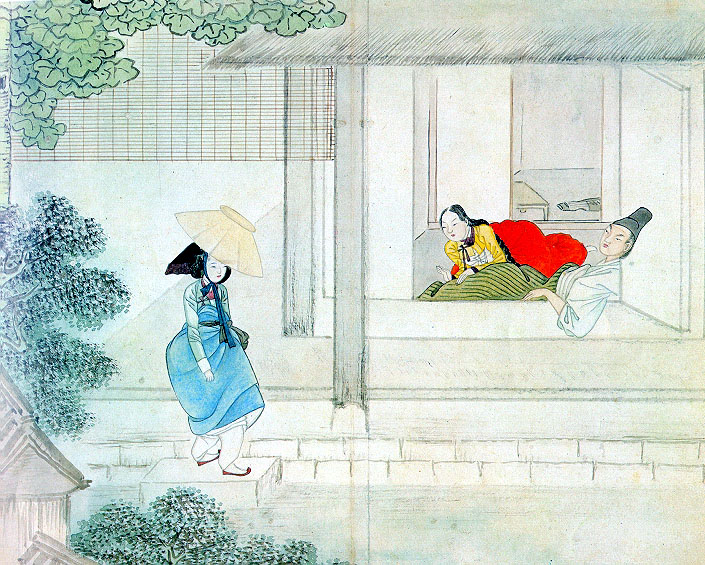

## 같이 보기
- 정자관
- 갓
- 망건
- 상투
- 한복